# Topiary (hacktivista)
Topiary, vlastním jménem Jake Leslie Davis (* 27. srpna 1992), je bývalý hacker. Spolupracoval s Anonymous, LulzSec a dalšími podobnými hackerskými skupinami. Byl spolupracovníkem internetové skupiny Anonymous, která veřejně hlásila různé online útoky, včetně hacknutí HBGary, Westborský baptistický sbor, a blog Gawker. Také se přiznali k útokům na vládní stránky zemí, jako je Zimbabwe, Sýrie, Tunisko, Irsko, a Egypt.

## Vzestup
24. února 2011 získal Topiary pozornost po tom, co se objevil v Show Davida Packmana. Informoval moderátora, že při přímém přenosu, při diskuzi se Shirley Phelps-Ropertovou nahradí Anonymous svou zprávou stránky Westborského baptistického sboru. Nahrávka této události byla umístěna na YouTube, kde ji zhlédlo přes milion lidí během pěti dnů.
Topiary byl členem LulzSec, a byl jejich mluvčí přes jejich Twitterový účet. Britský deník The Guardian prohlásil, že Topiaryho jméno je Daniel.
16. června 2011 The Guardian publikoval exkluzivní rozhovor s Topiarym, ve kterém se rozsáhle mluvilo o Topiaryho motivaci. Popsal se jako "internetová osoba s možností změny", prý se bál, že je sledovaný vládními orgány: "Mohu jen doufat, že se na nikoho z nás nikdo nepřilepil, speciálně na mé přátele z LulzSec." Později byl celý přepis zveřejněn na stránce žurnalisty Guardianu Ryana Gallaghera.

## Zatčení
Osmnáctiletý muž, který byl označen jako Topiary, byl zatčen na Shetlandských ostrovech u Skotska 27. 6. 2011. 31. 6. 2011 byl muž usvědčen z pěti přestupků, včetně neoprávněného přístupu do počítače a účasti na DDoS útoku na stránkách Agentury pro organizovaný zločin (SOCA). Scotland Yard později muže identifikoval jako Jacka Davise, obyvatele ostrova Yell. Byl obviněn z neoprávněného přístupu k počítačové síti (Computer Misuse Act 1990), povzbuzování či asistování kriminalitě, spiknutí na zahájení DDoS útoku proti Agentuře pro závažný organizovaný zločin.
Policie zabavila notebook Dell a 100 GB harddisk se šestnácti virtuálními stroji. Harddisk také obsahoval detaily o útoku na Sony a stovky emailových adres a hesel. V Londýně byl Davis propuštěn na kauci s podmínkou života pod dohledem matky a zákazu přístupu na internet. Jeho právník Gideon Cammerman uvedl, že se jeho klient neúčastnil útoků Anonymous ani LulzSec, pro to postrádal technické schopnosti, dělal propagaci a byl jakýsi sympatizant.
Po jeho zatčení zahájili Anonymous a LulzSec kampaň "Zachraňte Topiaryho", která obsahovala přidání banneru "Free Topiary" na jejich avatarech na Twitteru.

## Přiznání viny
Davis se 25. června 2012 přiznal k účasti na DDoS útocích na několik stránek, ale odmítal přiznat podporování v počítačových trestných činech a podvodech. Davis měl být souzen s Ryanem Clearym (Ryan), Ryanm Ackroydem (Kayla), Mustafou Al-Bassem (T-Flow), od 8. dubna 2013. Soud byl informován, že by procházení materiálů jen Ackroyda zabralo přes 3000 hodin. S výjimkou Clearyho byli propuštěni na kauci.

## Soud
8. dubna 2013 se Davis znovu u soudu setkal s Ryanem Ackordem, Ryanem Clearym a Mustafou Al-Baasaem. Všechny jejich zločiny byly předneseny 14. května 2013. Davisovi hrozilo až 10 let za mřížemi, ale byl umístěn na 24 měsíců do nápravného střediska pro mladistvé. Tam strávil 38 dní, poté dostal propustku, jelikož byl do té doby 21 měsíců elektronicky monitorován.